# 圣让迪布吕埃勒
圣让迪布吕埃勒（法語：Saint-Jean-du-Bruel，法語發音：[sɛ̃ ʒɑ̃ dy bʁyɛl]）是法国阿韦龙省的一个市镇，属于米约区。

## 地理
圣让迪布吕埃勒（44°1'21"N, 3°21'38"E）面积37.23 平方千米，位于法国奧克西塔尼大區阿韦龙省，该省份为法国南部内陆省份，位于法國中央高原南部，北起顺时针与康塔爾省、洛泽尔省、加尔省、埃罗省、塔恩省、塔恩-加龙省和洛特省接壤。
与圣让迪布吕埃勒接壤的市镇（或旧市镇、城区）包括：楠村、索克利耶尔、科斯贝贡、杜尔比、特雷沃。

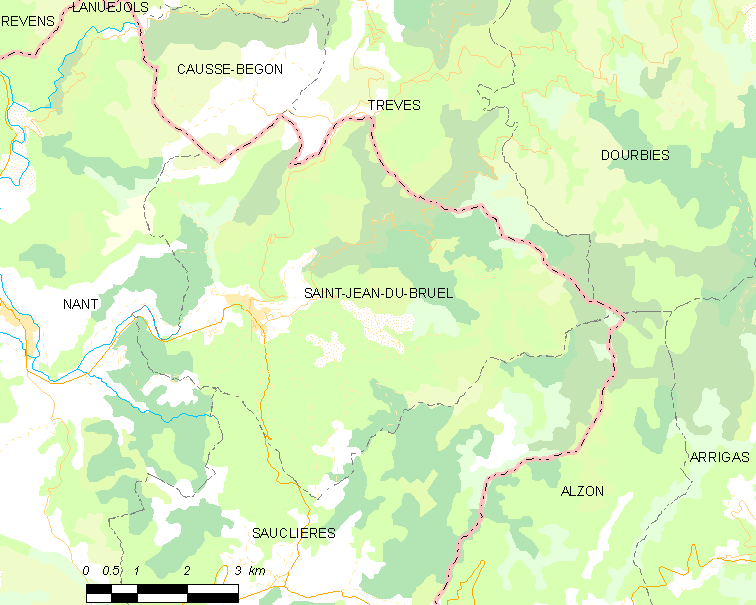
圣让迪布吕埃勒的OSM定位图

圣让迪布吕埃勒的时区为UTC+01:00、UTC+02:00（夏令时）。

## 行政
圣让迪布吕埃勒的邮政编码为12230，INSEE市镇编码为12231。

## 政治
圣让迪布吕埃勒所属的省级选区为米约第二县。

## 人口

1962-2008年间圣让迪布吕埃勒人口变化图示

圣让迪布吕埃勒于2022年1月1日时的人口数量为665人。